# 오은택
오은택(吳恩澤, 1970년 1월 24일~)은 대한민국의 정치인이다.
제5·6대 부산광역시 남구의원, 제7·8대 부산광역시의원을 지냈으며, 민선 8기 부산 남구청장(2022~, 22대)이다.

## 경력
- 육군 제28사단 화학지원대 병장 만기 전역
- ㈜범양버스 대표 이사
- LG메트로시티 231동 대표
- LG메트로시티 청소년보호위원회 위원장
- LG메트로시티 복지분과위원회 위원
- 백혈병어린이돕기 "한울타리" 후원회장
- 분포복지회 재무
- 남부경찰서 행정발전위원
- 남부소방서 의용소방대원
- 부산아리랑라이온스클럽 회원
- 한자녀더갖기운동연합 부산 남구 지부 지부장
- 한나라당 중앙청년위원회 부위원장
- 한나라당 LG메트로시티 당원협의회 총무
- 한나라당 부산시당 남구 을 환경위원회 위원
- 새누리당 부산시당 홍보위원회 위원장
- 분포중학교 운영위원장
- 오륙도신문 아동분과위원회 위원장
- 부산광역시 교육지원심의위원회 위원
- 2007.04~2010.06 제5대 부산광역시 남구의회 의원
- 2007.04~2008.07 제5대 부산광역시 남구의회 전반기 총무위원회 위원
- 2007.04~2008.07 제5대 부산광역시 남구의회 전반기 예산결산특별위원회 위원
- 2007.11~2007.12 제5대 부산광역시 남구의회 총무위원회 행정사무감사 위원
- 2008.07~2010.06 제5대 부산광역시 남구의회 후반기 주민복지도시위원회 위원
- 2008.07~2010.06 제5대 부산광역시 남구의회 후반기 운영위원회 간사
- 2008.11~2008.12 제5대 부산광역시 남구의회 주민복지도시위원회 행정사무감사 위원
- 2009.11~2009.12 제5대 부산광역시 남구의회 주민복지도시위원회 행정사무감사 위원
- 2009.12~2009.12 제5대 부산광역시 남구의회 운영위원회 행정사무감사 간사
- 2010.07~2014.06 제6대 부산광역시 남구의회 의원
- 2010.07~2012.07 제6대 부산광역시 남구의회 전반기 운영위원회 위원장
- 2010.07~2012.07 제6대 부산광역시 남구의회 전반기 총무위원회 위원
- 2010.11~2010.11 제6대 부산광역시 남구의회 운영위원회 행정사무감사 위원장
- 2010.11~2010.11 제6대 부산광역시 남구의회 총무위원회 행정사무감사 위원
- 2011.11~2011.11 제6대 부산광역시 남구의회 운영위원회 행정사무감사 위원장
- 2011.11~2011.11 제6대 부산광역시 남구의회 총무위원회 행정사무감사 위원
- 2012.07~2012.07 제6대 부산광역시 남구의회 후반기 운영위원회 위원장
- 2012.07~2014.06 제6대 부산광역시 남구의회 후반기 총무위원회 부위원장
- 2012.07~2014.06 제6대 부산광역시 남구의회 후반기 예산결산특별위원회 위원장
- 2012.11~2012.11 제6대 부산광역시 남구의회 총무위원회 행정사무감사 위원
- 2013.11~2013.11 제6대 부산광역시 남구의회 총무위원회 행정사무감사 위원
- 2014.07~2018.06 제7대 부산광역시의회 의원
- 2014.07~2016.07 제7대 부산광역시의회 전반기 교육위원회 부위원장
- 2014.07~2016.07 제7대 부산광역시의회 전반기 운영위원회 위원
- 2014.07~2016.07 제7대 부산광역시의회 전반기 교육위원회 위원
- 2014.07~2016.07 제7대 부산광역시의회 전반기 예산결산특별위원회 위원
- 2015.08~2015.08 제7대 부산광역시의회 문화관련행정사무조사특별위원회 위원
- 2014.11~2014.11 제7대 부산광역시의회 운영위원회 행정사무감사 위원
- 2016.07~2018,06 제7대 부산광역시의회 후반기 운영위원회 부위원장
- 2016.07~2018,06 제7대 부산광역시의회 후반기 교육위원회 위원
- 2017.09~2017.11 제7대 부산광역시의회 학교폭력관련 행정사무조사위원회 위원
- 2017.11~2017.11 제7대 부산광역시의회 서민경제특별위원회 위원
- 2018.07~2019.12 제8대 부산광역시의회 의원
- 2018.07~2019.12 제8대 부산광역시의회 전반기 경제문화위원회 부위원장
- 2018.07~2019.12 제8대 부산광역시의회 전반기 예산결산특별위원회 위원
- 2018.11~2018.11 제8대 부산광역시의회 경제문화위원회 행정사무감사 부위원장
- 2022.07~제22대 부산광역시 남구청장
- 2022.07~2024.06: 부산 구청장·군수협의회 사무총장
- 2024.06 ~ : 부산광역시 구청장군수협의회 감사

## 전과
- 도로교통법위반(음주운전): 벌금 300만원 - 2015년 7월 3일 선고[1]

## 학력
- 1976.03~1982.02 용호국민학교 졸업
- 1982.03~1985.02 동아중학교 졸업
- 1986.03~1989.02 부산중앙고등학교 졸업
- ~2009 경성대학교 행정학 학사 졸업
- 부경대학교 국제대학원 국제지역학 석사 졸업

## 역대 선거 결과
|  | 42.25% |

|  | 34.42% |

|  | 58.43% |

|  | 48.97% |

|  | 57.92% |